# Cristian Brocchi
Cristian Brocchi (Milánó, 1976. január 30. –) olasz válogatott  labdarúgó, edző.

## Pályafutása

### Klubcsapatban
Pályafutását az AC Milan ifjúsági csapataiban kezdte, majd a Pro Sesto és a Lumezzane csapatainak adták kölcsön, hogy játéklehetőséghez jusson. 1998-ban eladták a Hellas Veronának, akiket az élvonalba jutáshoz segített. 
2000-ben Brocchi Marcello Lippi hívására az Internazionale játékosa lett. Lippitől és az őt idény közben váltó Marco Tardellitől állandó lehetőséget kapott, de az új szezon előtt kinevezett Héctor Cúper nem tartott igényt a játékára, ezért Brocchi elhagyta a csapatot. 
2001 júliusában Andrés Guglielminpietroért cserébe visszatért a Milanhoz, ahol azonban Fernando Redondo mögött kevés lehetőséghez jutott. 2005 júliusában kölcsönadták a Fiorentinának, de a 2006-os olasz labdarúgóbotrány következtében visszatért a milánói piros-feketékhez. A 2006-2007-es szezonban 29 bajnoki találkozón lépett pályára, és bár a következő idényben a brazil Emerson érkezésével jobbára csak csereként játszott, Carlo Ancelotti így is 24 bajnokin adott lehetőséget számára.
2008. augusztus 29-én a Lazio igazolta le. Három évre szóló szerződést írt alá a római csapattal, amellyel első évében kupagyőzelmet ünnepelhetett. A 2012-13-as szezont követően bejelentette visszavonulását.

### A válogatottban
Az olasz válogatottban mindössze egy találkozót játszott 2006. november 15-én Törökország ellen.

### Edzőként
2016. április 12-én nevezték ki az AC Milan vezetőedzőjének, előtte két évig a klub Primavera csapatát irányította. 2016. június 28-án Brocchit Vincenzo Montella váltotta. A 2016-17-es szezon előtt a Brescia vezetőedzője lett, de a gyenge eredmények miatt 2017. március 12-én menesztették. Ezt követően a kínai Csiangszu Szuning csapatánál Fabio Capello segítője volt. 2018 októberében nevezték ki az olasz harmadosztályú Monza csapata élére. A 2019–20-as idényt követően feljutott a klubbal a Serie B-be.  A másodosztályban a harmadik helyen fejezték be a szezont, de a rájátszásban a Cittadella ellen alulmaradtak. 2021. május 28-án közös megegyezéssel felbontotta szerződését.
Szeptember 22-én a Vicenza vezetőedzője lett.

## Statisztika
| Klub              | Szezon            | Bajnokság         | Liga      | Liga  | Kupa      | Kupa  | Európai kupa | Európai kupa | Más       | Más   | Összes    | Összes |
| Klub              | Szezon            | Bajnokság         | Szereplés | Gólok | Szereplés | Gólok | Szereplés    | Gólok        | Szereplés | Gólok | Szereplés | Gólok  |
| ----------------- | ----------------- | ----------------- | --------- | ----- | --------- | ----- | ------------ | ------------ | --------- | ----- | --------- | ------ |
| Inter             | 2000–01           | Serie A           | 15        | 1     | 0         | 0     | 0            | 0            | 0         | 0     | 15        | 1      |
| Összes Inter      | Összes Inter      | Összes Inter      | 15        | 1     | 0         | 0     | 0            | 0            | 0         | 0     | 15        | 1      |
| Milan             | 2001–02           | Serie A           | 12        | 1     | 0         | 0     | 7            | 0            | 0         | 0     | 19        | 1      |
| Milan             | 2002–03           | Serie A           | 12        | 2     | 1         | 0     | 7            | 0            | 0         | 0     | 20        | 2      |
| Milan             | 2003–04           | Serie A           | 11        | 0     | 0         | 0     | 3            | 0            | 0         | 0     | 14        | 0      |
| Milan             | 2004–05           | Serie A           | 11        | 0     | 0         | 0     | 2            | 0            | 0         | 0     | 13        | 0      |
| Fiorentina        | 2005–06           | Serie A           | 35        | 3     | 0         | 0     | 0            | 0            | 0         | 0     | 35        | 3      |
| Összes Fiorentina | Összes Fiorentina | Összes Fiorentina | 35        | 3     | 0         | 0     | 0            | 0            | 0         | 0     | 35        | 3      |
| Milan             | 2006–07           | Serie A           | 29        | 1     | 0         | 0     | 8            | 0            | 0         | 0     | 37        | 1      |
| Milan             | 2007–08           | Serie A           | 24        | 1     | 2         | 1     | 3            | 0            | 3         | 0     | 32        | 2      |
| Összes Milan      | Összes Milan      | Összes Milan      | 99        | 5     | 3         | 1     | 30           | 0            | 3         | 0     | 135       | 6      |
| Lazio             | 2008–09           | Serie A           | 31        | 0     | 4         | 0     | 0            | 0            | 0         | 0     | 35        | 0      |
| Lazio             | 2009–10           | Serie A           | 27        | 2     | 2         | 0     | 3            | 0            | 1         | 0     | 33        | 2      |
| Lazio             | 2010–11           | Serie A           | 31        | 0     | 2         | 0     | 0            | 0            | 0         | 0     | 33        | 0      |
| Lazio             | 2011–12           | Serie A           | 15        | 0     | 0         | 0     | 3            | 1            | 0         | 0     | 18        | 0      |
| Lazio             | 2012–13           | Serie A           | 7         | 0     | 3         | 0     | 0            | 0            | 0         | 0     | 10        | 0      |
| Összes Lazio      | Összes Lazio      | Összes Lazio      | 111       | 2     | 11        | 0     | 6            | 1            | 1         | 0     | 129       | 3      |
| Karrier összes    | Karrier összes    | Karrier összes    | 260       | 11    | 0         | 0     | 0            | 0            | 0         | 0     | 314       | 13     |

## Sikerei, díjai

### Játékosként
AC Milan
- Seria A: 2003–04
- Olasz labdarúgókupa: 2002–03
- UEFA-bajnokok ligája: 2002–03, 2006–07
- FIFA-klubvilágbajnokság: 2007
- UEFA-szuperkupa: 2003, 2007

SS Lazio
- Olasz labdarúgókupa: 2008–09, 2012–13
- Olasz labdarúgó-szuperkupa: 2009

### Edzőként
Monza
- Seria C – A csoport: 2019–20